# Monorail du zoo d'Ueno
Pour les articles homonymes, voir Ueno (homonymie).
Le monorail du zoo d'Ueno (東京都交通局上野懸垂線, Tōkyō-to Kōtsū-kyoku Ueno Kensui-sen) était un monorail suspendu situé à l’intérieur du zoo d'Ueno, à Tokyo au Japon. Il était exploité par le Bureau des Transports de la Métropole de Tokyo (Toei) et servait à transporter les visiteurs du zoo d'un bout à l'autre sur environ 300 mètres.

## Histoire
Le monorail a été inauguré le 17 décembre 1957. C'est le plus ancien du Japon. Le service s'est arrêté le 31 octobre 2019 en attente d'une décision du Bureau des Transports de la Métropole de Tokyo sur le renouvellement du matériel roulant. Le 21 juillet 2023, le Bureau des Transports de la Métropole de Tokyo notifie au ministère du Territoire, des Infrastructures, des Transports et du Tourisme l'arrêt définitif du monorail et son remplacement par un mode de transport alternatif à partir de 2026.

## Caractéristiques
- nombre de voies : 1
- électrification : 600 V cc
- vitesse maximale : 20 km/h